# ليلى هادلي
ليلى هادلي (بالإنجليزية: Leila Hadley)‏ هي نجمة اجتماعية أمريكية، ولدت في 22 سبتمبر 1926، وتوفيت في 10 فبراير 2009.